# Körbecker Bruch
Koordinaten: 51° 33′ 1″ N, 9° 15′ 24″ O

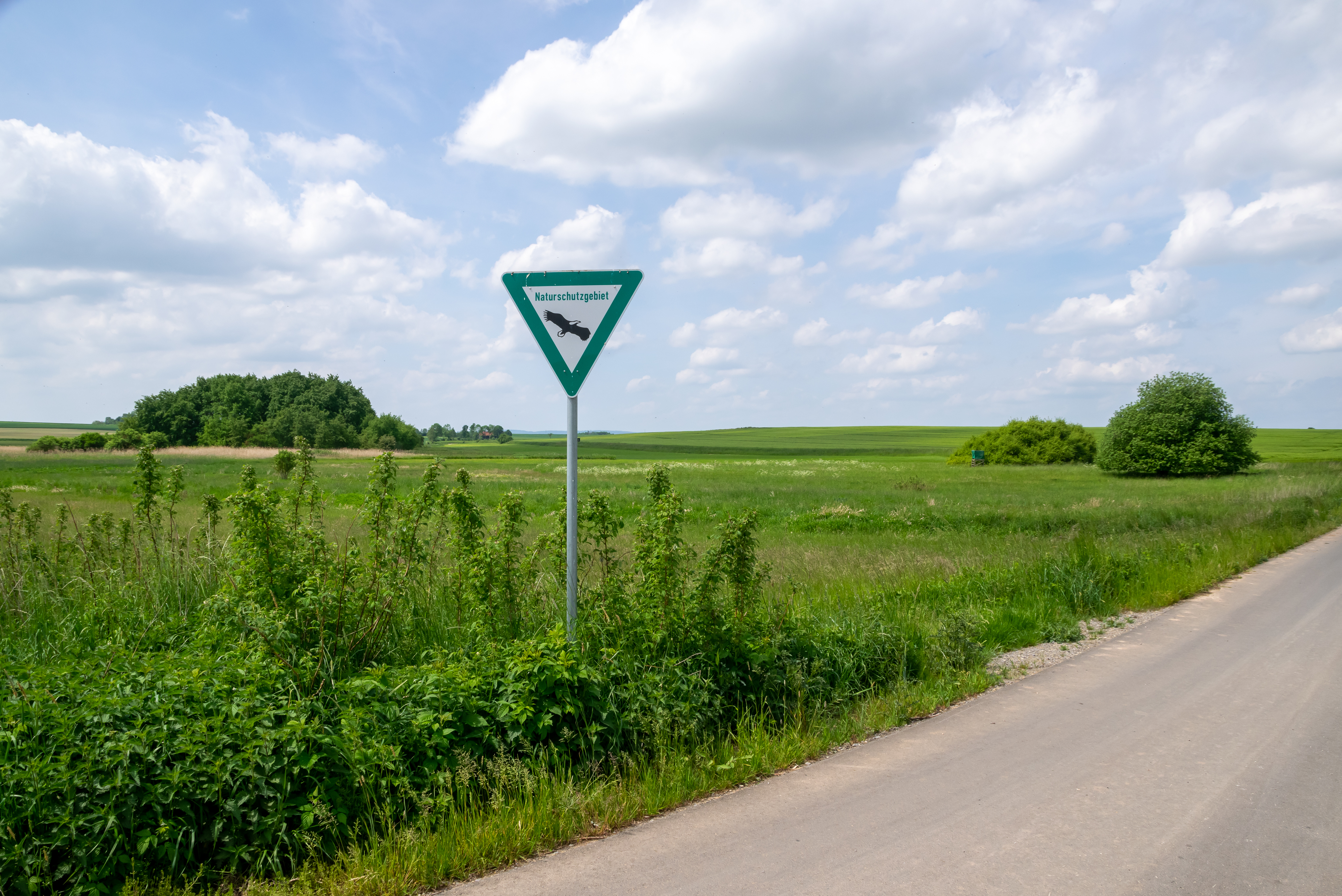
Naturschutzgebiet Körbecker Bruch (Mai 2022)

Das Naturschutzgebiet Körbecker Bruch liegt auf dem Gebiet der Stadt Borgentreich im Kreis Höxter in Nordrhein-Westfalen. Es erstreckt sich südöstlich der Kernstadt Borgentreich und nordwestlich von Körbecke. Westlich des Gebietes verläuft die B 241, südlich die Kreisstraße K 21 und die Landesstraße L 838 und nördlich die K 30. Durch das Gebiet hindurch fließt der Vombach, ein linker Zufluss der Diemel.

## Bedeutung
Für Borgentreich wurde das etwa 93,0 ha große Gebiet mit der Schlüssel-Nummer HX-025 im Jahr 1996 unter Naturschutz gestellt. Schutzziel ist der „Erhalt eines Feuchtwiesengebietes innerhalb der Bördenlandschaft als Lebensraum zahlreicher im Rückgang befindlicher Tier- und Pflanzengemeinschaften“ und die „Erhaltung und Wiederherstellung wertvoller und artenreicher Kalk-Magerrasen“.